# 埃利奥波利斯
埃利奥波利斯是巴西巴伊亚州的一个市镇。总面积324.005平方公里，总人口14122人，人口密度43.6人/平方公里。